# Esmaïl Khatib
Esmaïl Khatib (en persan : اسماعیل خطیب), est homme politique iranien, et ministre du Renseignement du président Ebrahim Raïssi dans le cadre du 13e gouvernement de la République islamique d'Iran.

## Biographie
À partir de 1991, Esmaïl Khatib est responsable du renseignement de la province de Qom.

### Ministre du renseignement
Le 25 août 2021, Esmaïl Khatib est confirmé par l'assemblée consultative islamique par 222 voix pour, 48 voix contre et 17 abstentions.